# Anbetungsschwestern vom Heiligsten Herzen Jesu von Montmartre
Die Anbetungsschwestern vom Heiligsten Herzen Jesu von Montmartre (lateinisch Congregatio Adoratricum Sanctissimi Cordis Iesu de Monte Martyrum) sind eine Gemeinschaft von neun Benediktinerinnenprioraten. Zuweilen werden diese Priorate wegen ihres Mutterhauses in Tyburn auch Tyburn monasteries genannt. Den Anbetungsschwestern gehören weniger als 100 Ordensfrauen an.

## Geschichte und Niederlassungen
Gründerin der Gemeinschaft war die Französin Adèle Garnier, die den Ordensnamen Marie de Saint-Pierre annahm. Sie wurde 1838 in Burgund geboren und wuchs mit vier Geschwistern auf. Später arbeitete sie viele Jahre als Erzieherin und Lehrerin in einem großbürgerlichen Haus. Seit ihrer Jugend fühlte sie sich besonders zur Verehrung des Heiligsten Herzens Jesu hingezogen. Nachdem Marie-Adèle Garnier zunächst bei der Basilika Basilika vom Heiligsten Herzen Jesu auf dem Montmartre in Paris ein Einsiedlerleben begonnen hatte, das so vollständig wie möglich der ewigen Anbetung gewidmet sein sollte, gründete sie 1898 auf dem Montmartre die kontemplative Ordensgemeinschaft der Anbetungsschwestern vom Heiligsten Herzen Jesu von Montmartre, der sie die Benediktsregel gab.
Bereits 1901 floh die junge Gemeinschaft wegen der radikalen antiklerikalen Gesetzgebung (Gesetz vom 1. Juli 1901) in Frankreich nach England. In London konnte sich Marie de Saint-Pierre of St. Peter mit ihren Schwestern in unmittelbarer Nähe der historischen Hinrichtungsstätte Tyburn niederlassen. Dort starb sie 1924 im Ruf der Heiligkeit.
Die Gemeinschaft erhielt 1930 die päpstliche Approbation und wurde 1964 in die benediktinische Konföderation aufgenommen.
2005 bestanden nach der Reihenfolge der Gründung Konvente in London Largs (Schottland), Cobh (Irland), Auckland (Neuseeland), Riverstone (New South Wales, Australien), Sechura (Piura, Peru), Loja (Ecuador) und Guatapé (Antioquia, Kolumbien). 2006 wurde ein weiteres Kloster in Rom eröffnet.

## Reliquienschrein im Konvent von Tyburn

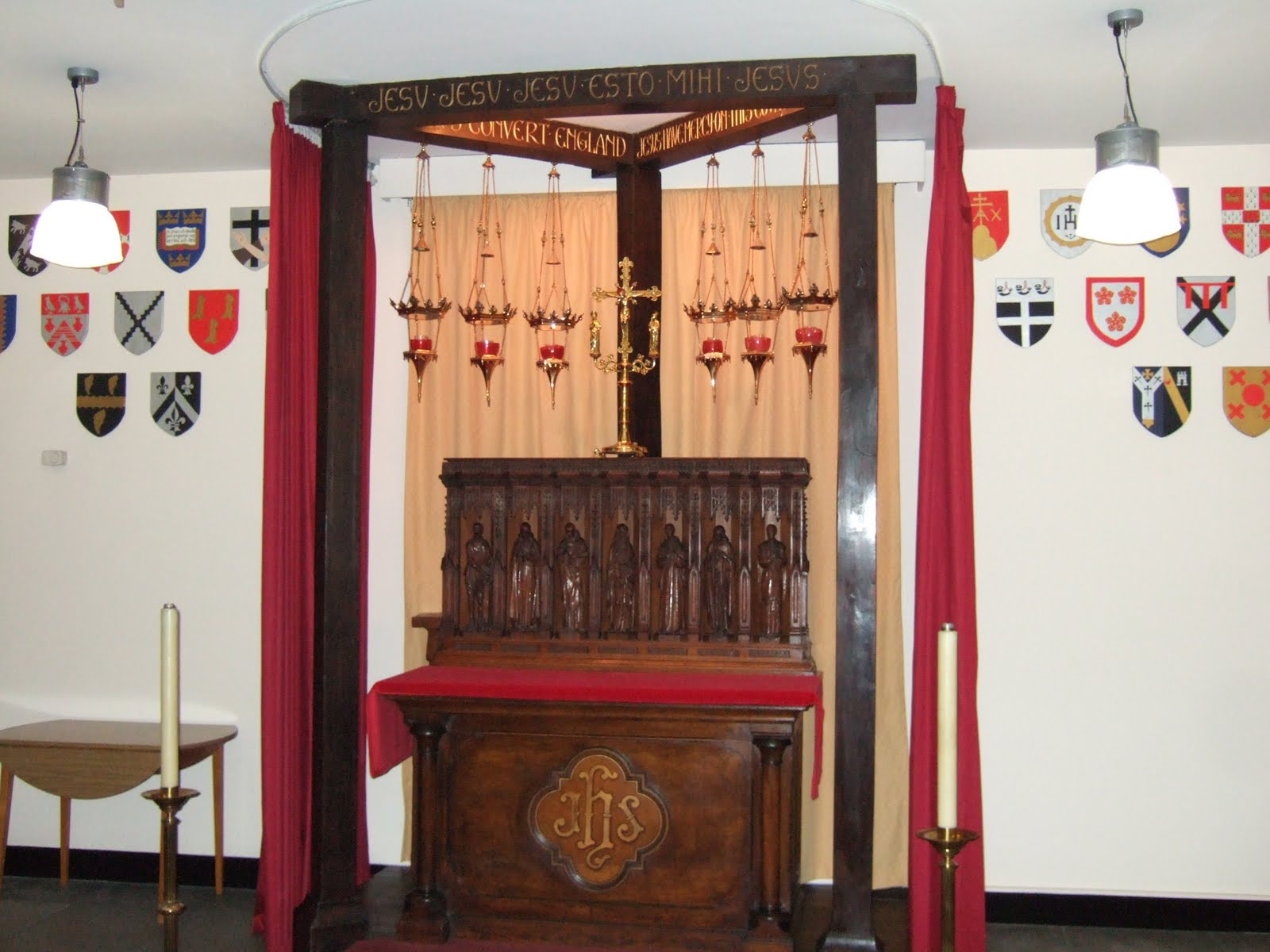
Kapelle der vierzig Märtyrer von England und Wales im Konvent von Tyburn. Der Baldachin des Reliquienschrein ist eine Nachbildung des Galgens von Tyburn.

Das Mutterhaus in Tyburn liegt in der City of Westminster gegenüber dem Hyde Park an der Bayswater Road (51° 30′ 46,8″ N, 0° 9′ 49,2″ W). Wenige Meter weiter östlich, an der Einmündung der Edgware Road, ist im Pflaster die Tafel eingelassen, die den einstigen Standort des Galgens von Tyburn markiert. Der Konvent hat sich, neben der Liturgie und der ewigen Anbetung, besonders die Bewahrung des Gedächtnisses der heiligen Märtyrer des 16. und 17. Jahrhunderts in den Ländern der britischen Krone zur Aufgabe gemacht, darunter der vierzig Märtyrer von England und Wales, mehrerer hundert Seliger und nicht kanonisierter Märtyrer, die den Supremat Heinrichs VIII. über die Kirche nicht anerkannten. Mindestens 105 von ihnen wurden am sogenannten „Tyburn tree“ hingerichtet. Im Untergeschoss der Klosterkirche befindet sich eine diesen Märtyrern geweihte Kapelle mit zahlreichen Reliquien. Der Reliquienschrein trägt eine Nachbildung des Galgens mit Anrufungen Jesu Christi. An den Wänden sind zahlreiche Wappen der Märtyrer angebracht.